# Bathyanthias
Bathyanthias là một chi cá biển thuộc phân họ Liopropomatinae trong Họ Cá mú (Serranidae). Những loài cá trong chi này có phạm vi phân bố ở Đại Tây Dương.

## Từ nguyên
Tên của chi này, Bathyanthias, được ghép từ 2 âm tiết trong tiếng Hy Lạp: bathys ("sâu thẳm") và anthias ("cá"), có nghĩa là "loài cá sống ở vùng nước sâu".

## Loài
Có tất cả ba loài được công nhận trong chi này:
- Bathyanthias cubensis (Schultz, 1958)
- Bathyanthias mexicanus (Schultz, 1958)
- Bathyanthias roseus Günther, 1880